# 托伊瓦卡

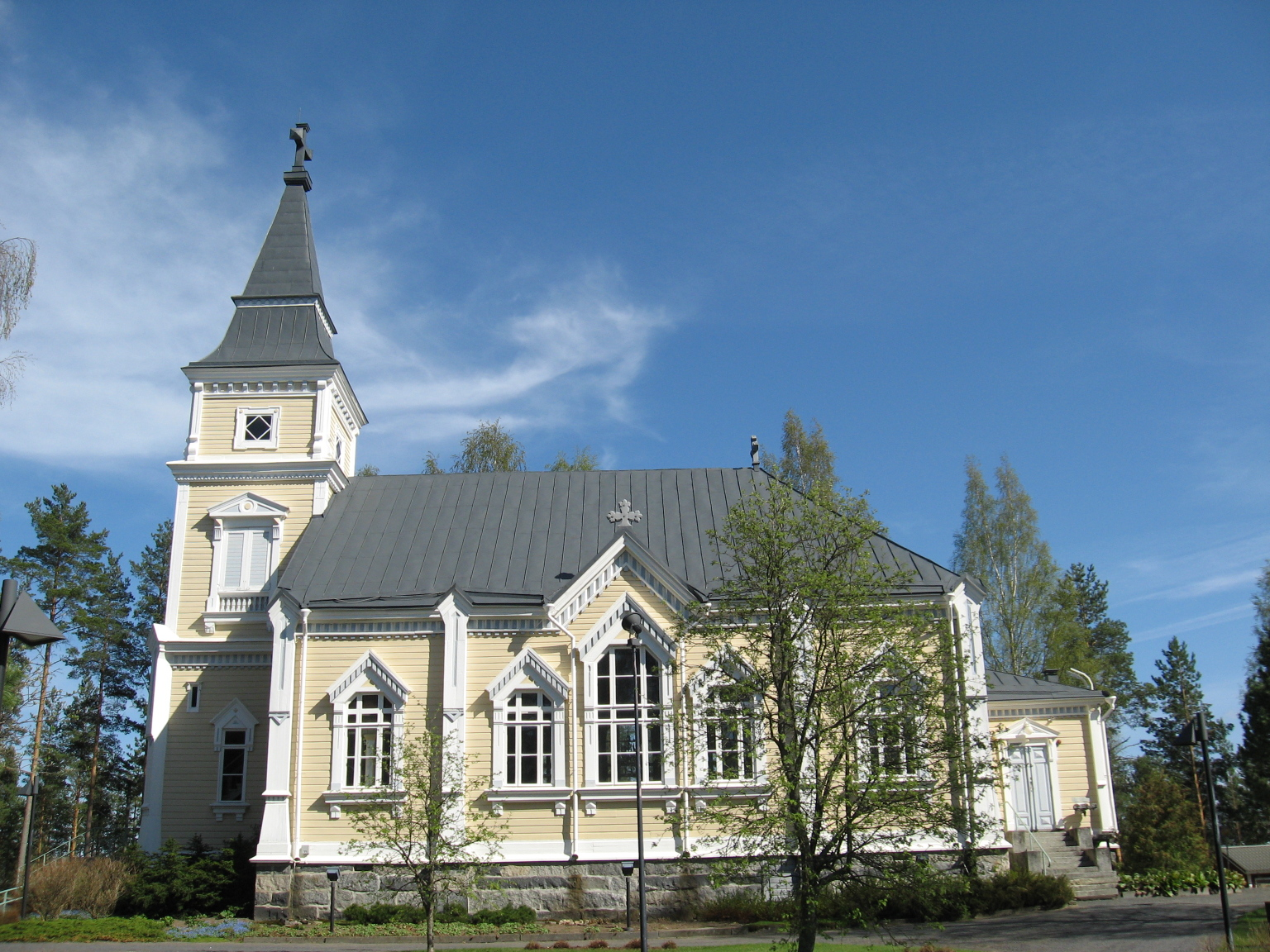
托伊瓦卡教堂

托伊瓦卡（芬蘭語：Toivakka）是芬蘭中芬蘭區的市鎮，位於該國南部，距離于韋斯屈萊37公里，始建於1910年，面積413.94平方公里，2013年人口2,465，人口密度為每平方公里6.82人。

## 外部連結
- 官方网站 （文）